# Луженьга (река)
Луженьга — река в Вологодской области России.
Протекает по территории Великоустюгского района в пределах Сухоно-Югской низины. Впадает в реку Сухону в 37 км от её устья по правому берегу. Длина реки составляет 91 км. В бассейне реки находится Великоустюгский зоологический заказник.
В 1994 году в районе реки был обнаружен крупный (более 200 кг) каменный метеорит.

## Притоки (в км от устья)
- Сарпас (лв)
- 18 км: Рунаж (лв)
- 28 км: Важа (лв)
- 44 км: Огняк (лв)
- 54 км: Себра (лв)
- Кортюг (лв)
- 81 км: Берёзовка (пр)